# 12 Stones
12 Stones — американская христианская рок-группа, образованная в 2000 году в городе Мандевилль, штат Луизиана, США.

## История
Коллектив был образован в Мэндвилле (пригород Нового Орлеана, штат Луизиана) за один день. Члены группы познакомились в музыкальном магазине, где работал Эрик Уивер. Пола с Эриком познакомила их общая знакомая Сара, которая была клавишницей в предыдущей группе Эрика. После знакомства Эрика и Пола, к ним присоединился Кевин Дор, который жил в часе езды от Мэндвилля.
Пол Маккой ещё с детства посещал баптистскую церковь и жил в Миссисипи в окружении христиан, но затем его семья переехала в Мэндвилль, когда ему исполнилось около 10 лет. Его отец работал полицейским, поэтому в их доме всегда было все серьёзно и собранно. В подростковом возрасте Пол слушал музыку кантри, в основном благодаря вкусам отца, а после переезда в Мэндвилль у него появились новые друзья, которые слушали в основном рок. Когда Пол начал сам слушать рок, то по больше части подсел на музыку Silverchair.
Пол был увлечён американским футболом, так как занимался им по 6 дней в неделю, а четыре дня в неделю играл в команде. Музыкой Пол занялся довольно поздно — в 17 лет, и начал экспериментировать с некоторыми коллективами своего городка, но никто из близких его увлечение всерьёз не воспринимал. Помимо группы Пол пел в церковном хоре, где, в общем, и развил вокальные данные.

Гитарист Эрик Уивер рос на музыке Джимми Хендрикса (Jimi Hendrix) и Стива Рэя Уэйна (Stevie Рэя Vaughan). Эрик родился в Далласе, но позже его семья переехала в Мэндвилль. Эрика на гитаре учил играть отец. Первой гитарой Эрика была гитара марки Squier. Если бы не отец, Эрик вряд ли занялся гитарой по-настоящему, но благодаря виртуозности отца, он просто не мог устоять пред желанием играть так же.
Кевин Дор родился в семье методистского пастора. Почти все детство он провёл у бабушки. Рос он в основном на музыке Nirvana и Pearl Jam, так сказать, полностью попал под влияние гранжа, но ещё подслушивал Джонни Кэша и Хэнка Ульямса. Кевин, также как и Пол, играл в нескольких христианских рок группах, и был не новичком. Кевин сделал себе тату следующего содержания — «Все могу через Христа, который даёт мне силу».
Объединившись, ребята придумали название 12 Stones, позаимствованное из книги Иисуса Навина (Ветхий Завет). Общий смысл 3-й и 4-й главы этой книги таков — 12 Камней это символ защиты и силы Божьей для Его народа.
«Возьмите себе из народа двенадцать человек, по одному человеку из колена, и дайте им повеление и скажите: возьмите себе отсюда из середины Иордана, где стояли ноги священников неподвижно, двенадцать камней, и перенесите их с собою, где будете ночевать в эту ночь».
Но ссылка ещё сводится к Книге Исход 28:15-21 (Ветхий завет), а ещё символизирует число 12 апостолов, как каменное основание христианства.
За первую неделю совместной работы ребята самостоятельно сделали демо, и начали думать о подписании контракта, но перед этим ребятам нужно было иметь концертный опыт. Как это ни странно, но ребятам настолько легко работалось, что они даже не напрягались, хотя работоспособность напоминала скорей многолетнюю совместную дружбу. Сначала ребята играли на выходных, потом начали играть по три дня в неделю, а потом все завертелось. Ребята выступали, время от времени в клубах, где каждый раз собиралось порядка 50 человек.
Несмотря на то, что каждый член коллектива возрастал под влиянием разных музыкантов, всех объединял общий вкус к одной лишь группе — 311.
Через некоторое время группа поняла, что в Мэндвилле они не смогут развиться, так как это довольно тихий город в плане музыки, а чтобы продвигаться, они отправились в Нью-Йорк. Когда они приехали в Нью-Йорк, их первый день закончился тем, что Кевин отравился суши, а у Пола украли бумажник на Бродвее. Полу повезло, так как большую часть денег он спрятал в нагрудный карман. После всех этих передряг ребята пошли играть перед «мажорами» из Wind-Up, Elektra и для представителей прочих лейблов, чтобы подписать контракт. Играли они очень напряжённо, боясь разочаровать «мажоров», и тем самым лишиться своей мечты о подписании серьёзного контракта.
Но ребятам повезло, и в их музыке были заинтересованы Wind-Up, лейбл известный нам по Creed (Alter bridge, Scott Stap), Evanescence, Finger Eleven, Drowning pool, Big Dismal и т. п. Ребята были просто шокированы, так как до подписания контракта они сыграли всего-то 13 концертов, но Wind-Up заинтересовала харизма, которая исходила от всего коллектива.
Многие начали негативно относиться к 12Stones как к коммерческому проекту, считая, что 12Stones это просто альтернативный бойз-бенд, созданный для раскрутки. Сами же 12Stones объясняют свой успех в подписании контракта с таким мощным лейблом — благословением. Но, подозрения на счёт 12Stones в чём-то даже были с виду обоснованными, ведь группе исполнилось всего 7 месяцев со дня основания, и тут — на тебе — контракт, да ещё и с известным лейблом. Такое, конечно же, бывает, но крайне редко.
12Stones изначально планировали подписать контракт с весомым лейблом, так как считали, что если они запишутся на христианском лейбле, им сразу пришьют ярлык, в итоге группе будет сложнее донести свои песни до масс.
Демозапись для того, чтобы представить на лейбл, члены группы писали с Дэйвом Фортманом (занимавшийся с Evanescence, Atomship. Он также известен как гитарист Ugly Kid Joe) и Канни Вестом (давшим зелёный свет 3 Doors down).
Дебютный альбом 12Stones писали в Калифорнии на протяжении шести месяцев, под руководством Джэя Бамгардера (Jay Baumgardner), работавшего с Papa Roach, Orgy, Alien Ant Farm, Drowning Pool, Coal Chamber и другими. Через три дня после того, как ребята засели в студию, они записали песню Broken, через несколько дней записали The way I feel, и пошло-поехало… В студии ребятам помогал Josh Freese (Джош Фрис), барабанщик из A Perfect Circle, так как Аарон Гайнер покинул 12Stones. Аарон ушёл не из-за противоречий, просто ему было 26 лет, и у него была жена и трое детей, и он не мог себе позволить месяцами отлучаться от дома. В итоге альбом ребята писали без собственного барабанщика, но всё-таки записали.
Первым синглом стал мощный Broken, клип, на который пустили в ротацию на MTv2. Broken вообще первая песня написанная 12Stones ещё задолго до подписания контракта, и именно группа решила, что именно Broken будет первым синглом.
Их дебютный альбом взлетел в чартах, так в чарте Billboard — Heatseekers альбом попал в 20 самых продаваемых альбомов. В «общем» разделе Billboard’а альбом попал на 164 место в топ 200 самых продаваемых альбомов, а в разделе «новичков» Billbord’a коллектив попал на 7 место в топ 10 лучших новых исполнителей. В чарте R&R (R&R magazine) сингл Broken стартовал с 50-го места.
Пиар коллектива был прост. Ребят отправили в тур с Creed, 3 Doors Down и Gravity Kills, что в очень значительной степени помогло 12Stones собрать фан-базу на уровне мейнстрима. 12Stones были в потрясении, когда впервые увидели 10 000 человек, подпевающих вместе с ними Broken.
Вскоре Аарон вернулся в группу и продолжил выступать с 12Stones дальше.
12Stones попали очень удачно, ведь в то самое время Creed раскручивали свой Weathered. Тур прошёл по 24-м городам Северной Америки. Во время тура 12Stones сильно сдружились с 3 Doors Down, которые тоже принимали участие в туре.
Ещё до записи альбома Пол любил Creed, любил их позитив, так что встреча со «Скоттом Степом и Ко» была очень многообещающей, ведь Creed на тот момент были самой влиятельной рок-группой в США.
На время путешествия 12Stones взяли с собой пятого человека — сессионного гитариста Грега Тремнела, чтобы усилить драйв.
Во время концертов ребят поддерживал отец Пола, который старался привести знакомых (и детей знакомых) на концерты 12Stones. Иногда отец Пола даже платил за тех, у кого не было денег для того, чтобы попасть на концерт. Он часто устраивал сюрпризы для Пола, и перед его приездом старался приглашать в дом самых преданных фанатов творчества 12Stones.
Несмотря на то, что 12Stones не пели откровенных песен о своих христианских убеждениях, все же Бог делал свою работу, через их музыку. Так однажды, после одного из концертов 12Stones к Полу подошёл парень, который сказал, что сидел на героине, но когда впервые услышал песни 12Stones, понял, что героин ведёт к смерти и завязал с наркоманией.
Тиражи дебютного альбома 12 Stones уходили примерно по 1.000 копий в неделю, что весьма неплохо.
Песня My Life попала в саундтрек к фильму Царь Скорпионов (Scorpion King), что кстати для самих ребят было неожиданностью. О том, что My Life в саундтреке, Пол узнал только тогда, когда ему позвонили с лейбла.
Приличный успех был также за следующими The way I feel и Crush, на которые были сняты видеоклипы.
За первые четыре месяца альбом 12Stones разошёлся тиражом в 125,000 копий, что не очень впечатляет, но и в то же самое время говорит о том, что, по крайней мере, 125.000 человек коллектив заинтересовал.
Альбом хоть и не был по большей части концептуальным, но конкретные темы в нём все же рассматриваются. Например, песня Running Out of Pain была посвящённая реальной девушке, которая однажды была жестоко изнасилована.
Когда на лейбле Wind-Up готовили новый альбом Evanesacene, им нужен был второй вокалист для песни Bring me to life. Пол заявил свою кандидатуру, понимая, что его наверняка не пригласят, но через неделю ему официально предложили принять участие в записи песни. Пол тут же сорвался в аэропорт и вылетел первым же рейсом в Техас, где проходила подготовка к записи альбома Evanescence.
После того, как многочисленные зрители увидели клип Evanescence — Bring me to life, многих сразу же заинтересовало кто же этот Пол Маккой, и что это за 12Stones. После того, как сингл Bring me to life достиг первых мест в хит-парадах, Пола отправили в тур с Evanescence, который начинался с Бухареста (Румыния). Полу ничего не оставалось делать, как только согласиться, несмотря на то, что активно велась подготовка материала к новому альбому 12Stones. Это был первый выезд Пола в Европу, а поскольку для Румынии это была ещё довольно зимняя пора, Пол впервые увидел так много снега.
В результате тура с Evanescence фэн база коллектива 12Stones росла. Тираж альбома Evanescence перевалил за 12.000.000 копий по всему миру. После того, как за Bring me to life группе Evenescence и Полу Маккою дали Grammy, имя 12Stones стало ещё более узнаваемым.
Помимо тура с Evanescence, 12Stones отыграли с Theory of a Deadman.
В 2003-м анрелизный трек 12Stones — Let go попал в CD саундтрек к фильму «Сорвиголова». Трек Let go был специально отложен для саундтрека, и ребята надеялись, что трек войдёт в фильм, но трек вошёл только в CD саундтрек.
В этом же году 12Stones номинировали на премию Dove Awards по категориям «Лучшая рок-песня года» (за сингл Broken) и «Лучший рок-альбом года» (за 12 Stones соответственно).
По итогам продаж альбом 12Stones ушёл тиражом в более чем 350.000 копий.
В 2004-м Кевин Дор внезапно решил покинуть состав 12Stones по причине семейных обстоятельств. На его место пришёл Клинт Амерено, с которым ребята познакомились в Коннектикуте. Перед тем, как принять Клинта в состав, ребята дали ему двухдневный срок, чтобы он смог сделать наброски, из которых можно было бы судить о его профессиональных возможностях. Клинт справился и присоединился к 12 Stones в качества басиста. С Клинтом ребята дописывали оставшуюся часть нового альбома.
И, наконец, в 2004 вышел долгожданный альбом Potter field’s, часть материала из которого ребята играли ещё в 2003-м. Запись альбома в студии велась три месяца. В записи альбома опять принимал активное участие Дэйв Фортман.

Первым синглом стал мощный Far away. С выходом нового релиза почти все критики заметили, что коллектив вырос, а музыка «камней» стала ещё интереснее. На этом альбоме, как и на предыдущем, есть специальные песни, посвящённые трагическим событиям, таковой на сей раз, стала песня Photograph. Песня посвящена другу сестры Пола, совершившему самоубийство. Photograph стал вторым синглом группы с альбома Potter field’s.
Затем 12 Stones подписали контракт с Executive Music Group. Группа выпустила свой новый альбом Beneath the Scars 22 мая 2012 года в цифровой рознице, однако в магазинах он появился только 29 мая 2012 года.
Пятый студийный альбом Picture Perfect был выпущен 14 июля 2017 года. Премьера заглавного трека состоялась на Loudwire 14 июня 2017 года.
Smoke and Mirrors, Volume 1, пятипесенный EP, был выпущен 13 ноября 2020 года.

## Состав

### Нынешний
- Paul McCoy — вокал, лирика (с 2000)
- Eric Weaver — гитара, бэк-вокал (с 2000)
- Aaron Gainer — барабаны, перкуссия, бэк-вокал (с 2000)
- Justin Rimer — ритм гитара, композитор (с 2007)
- Shawn Wade — бас гитара (с 2008)

### Бывший
- Kevin Dorr — бас гитара (2000—2004)
- Pat Quave — барабаны
- Stephen Poff — гитара
- Clint Amereno — бас (туры)
- Aaron Hill — бас (туры)
- Brandon «Squirly» Werrell — гитара (туры)
- Greg Trammell — гитара
- Cash Melville — гитара
- DJ Stange — бас

## Дискография

### Альбомы
- 12 Stones (23 апреля, 2002) #147, 138,818.
- Potter’s Field (24 августа, 2004) #29, 415,583
- Anthem for the Underdog (14 августа, 2007) #53, Gold 498,523
- The Only Easy Day Was Yesterday (EP) (20 июля, 2010)
- Beneath the Scars (22 мая, 2012)
- Picture Perfect (14 июля, 2017)

### Синглы
| Год  | Песня                     | U.S. Mainstream Rock | Альбом                          |
| ---- | ------------------------- | -------------------- | ------------------------------- |
| 2002 | «Broken»                  | —                    | 12 Stones                       |
| 2002 | «The Way I Feel»          | —                    | 12 Stones                       |
| 2002 | «Crash»                   | —                    | 12 Stones                       |
| 2004 | «Far Away»                | 38                   | Potter’s Field                  |
| 2004 | «Photograph»              | —                    | Potter’s Field                  |
| 2007 | «Lie to Me»               | 24                   | Anthem for the Underdog         |
| 2008 | «Anthem for the Underdog» | 26                   | Anthem for the Underdog         |
| 2008 | «Adrenaline»              | 23                   | Anthem for the Underdog         |
| 2009 | «Broken Road»             | —                    | Anthem for the Underdog         |
| 2010 | «We Are One»              | 30                   | The Only Easy Day Was Yesterday |
| 2010 | «Disappear»               | —                    | The Only Easy Day Was Yesterday |

### Песни в медиа
- «Broken» тема для WWE Judgement Day в 2002.
- «My Life» саундтрек к фильмуЦарь скорпионов в 2002.
- «Crash» тема для суперзвёзд WWE Al Snow в 2001.
- «Home» тема для WWE Kurt Angle.
- «Running out of Pain» и «Back Up» использованы в Cheating Death, Stealing Life — The Eddie Guerrero Story.
- «Back Up» использована для WWE Triple H VS Shawn Michaels Hell In A Cell.
- «Let Go» саундтрек к фильму Сорвиголова.
- «Shadows» использована в трейлере к фильму Пираты Карибского моря: Сундук мертвеца.
- «Photograph» саундтрек к фильму Электра в 2005.
- «Anthem For The Underdog» саундтрек к фильмам Никогда не сдавайся 2008 и 2009 годов.
- «Adrenaline» использована в соревновании World’s Strongest Man.
- «Adrenaline» использована командой Detroit Red Wings 2009 Playoffs.
- «Adrenaline» саундтрек к фильму Никогда не сдавайся
- «We are one» тема для Nexus в WWE

### Клипы
- The Way I Feel
- Lie to Me
- Broken
- Far Away
- Photograph
- Anthem For The Underdog
- Adrenaline